# Conseil suprême kurde
Le Conseil suprême kurde (kurde : Desteya Bilind a Kurd) est un organe dirigeant du Kurdistan syrien fondé par  le Parti de l’union démocratique (PYD) et le Conseil national kurde (CNK) à la suite de la signature le 12 juillet 2012, d’un accord de coopération entre les deux parties à Hewlêr, Kurdistan irakien sous l’égide du président du Kurdistan irakien Massoud Barzani. Le Conseil suprême kurde est dissous à la fin de l'année 2015 en raison des dissensions entre les partisans de la ligne d'Abdullah Öcalan et ceux de Massoud Barzani.

## Présentation
Le comité directeur se compose d'un nombre égal de membres du PYD et du KNC. La branche armée du Conseil suprême kurde est constituée des Unités de protection du peuple (YPG).

## Dissensions
Les partisans de la ligne de Massoud Barzani au sein du CSK se rapprochent de la Turquie d'Erdogan qui a déclaré la guerre au PKK ainsi qu'au PYD, allant même jusqu'à bombarder des positions des YPG à l'été 2016. Celles-ci ont pour leur part tourné le dos à Barzani et se sont rapprochées de différentes milices anti-Daech issues de tribus arabes, turkmènes, syriaques et autres peuples, ainsi que d'opposants au gouvernement Assad qui ont quitté l'Armée syrienne libre, afin de fonder les Forces démocratiques syriennes. Les partisans de Barzanî attribuent également au PYD une part de responsabilité dans l'attentat commis par Daech à Qamichli en raison d'une prétendue négligence.